# Lidya Chepkurui

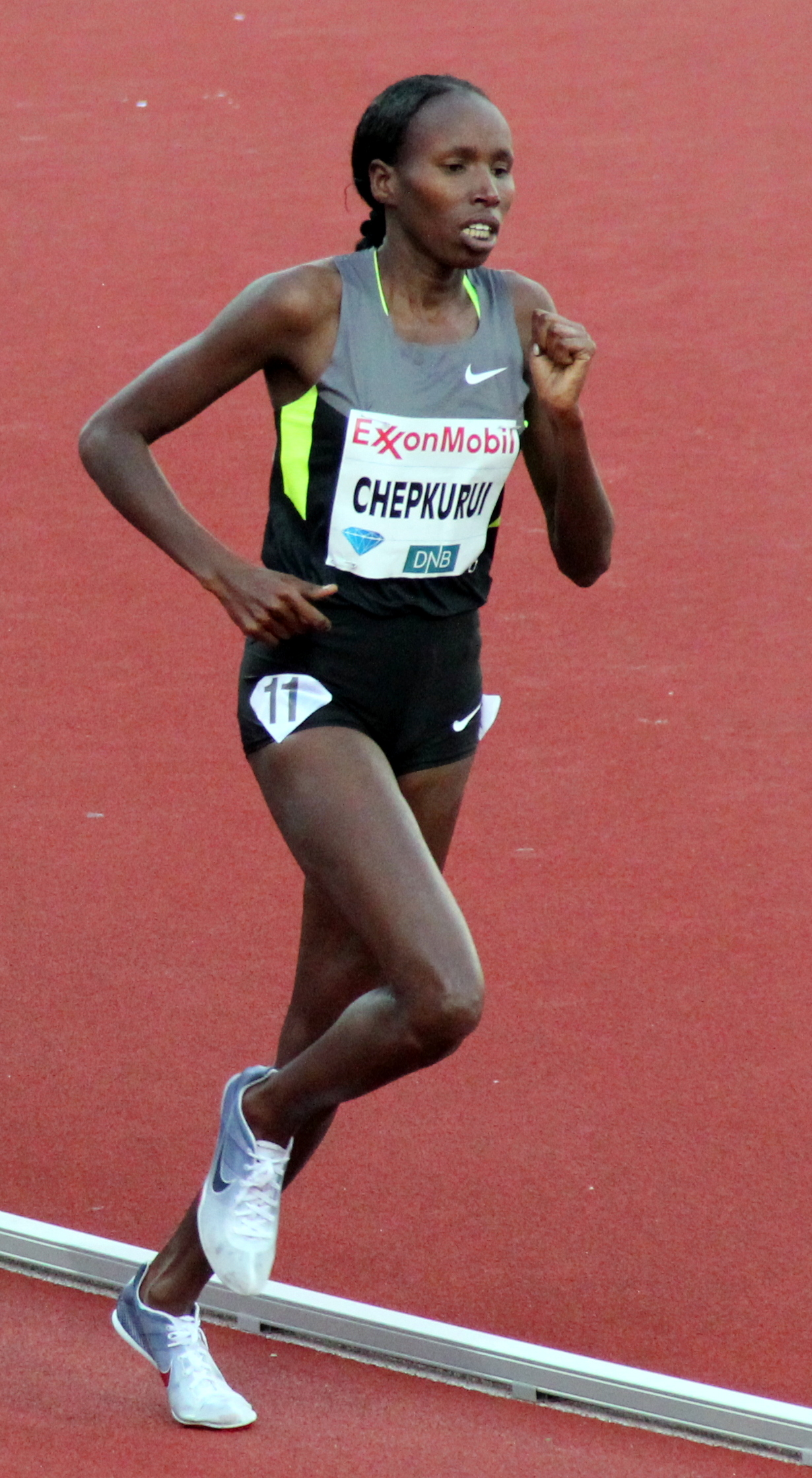
Lidya Chepkurui, 2012

Lidya Chepkurui (* 23. August 1984) ist eine kenianische Hindernisläuferin.
In der Saison 2012 verbesserte sie sich gegenüber dem Vorjahr von 9:30,73 auf 9:14,98 min.
2013 steigerte sie sich im Mai beim Qatar Athletic Super Grand Prix auf 9:13,75 min und war damit die schnellste Läuferin des Jahres bis zu den Weltmeisterschaften in Moskau. Im Juni wurde sie kenianische Meisterin. Bei den Weltmeisterschaften musste sie sich mit 9:12,55 min nur ihrer Landsmännin Milcah Chemos Cheywa geschlagen geben.